# Bộ Duật (聿)
Bộ Duật, bộ thứ 129 có nghĩa là "bút" là 1 trong 29 bộ có 6 nét trong số 214 bộ thủ Khang Hy.
Trong Từ điển Khang Hy có 19 chữ (trong số hơn 40.000) được tìm thấy chứa bộ này.

## Tự hình Bộ Duật (聿)

Giáp cốt văn
Kim văn
Đại triện
Tiểu triện

## Chữ thuộc Bộ Duật (聿)
| Số nét bổ sung | Chữ                   |
| -------------- | --------------------- |
| 0              | 聿/duật/ 肀/duật/     |
| 4              | 肁 肂/tứ/ 肃/túc/     |
| 5              | 粛/túc/               |
| 7              | 肄/dị/ 肅/túc/ 肆/dị/ |
| 8              | 肇/triệu/ 肈/triệu/   |